# Galaxy Fight: Universal Warriors
Galaxy Fight: Universal Warriors (ギャラクシーファイト ユニバーサル・ウォーリアーズ, en japonais) est un jeu vidéo de combat développé par Sunsoft et édité par SNK en 1995 sur Neo-Geo MVS, Neo-Geo AES et Neo-Geo CD (NGM / NGH 078),,. Il est également porté sur PlayStation et Saturn.

## Réédition
- Console virtuelle (Japon)